# Alexei Kornienko

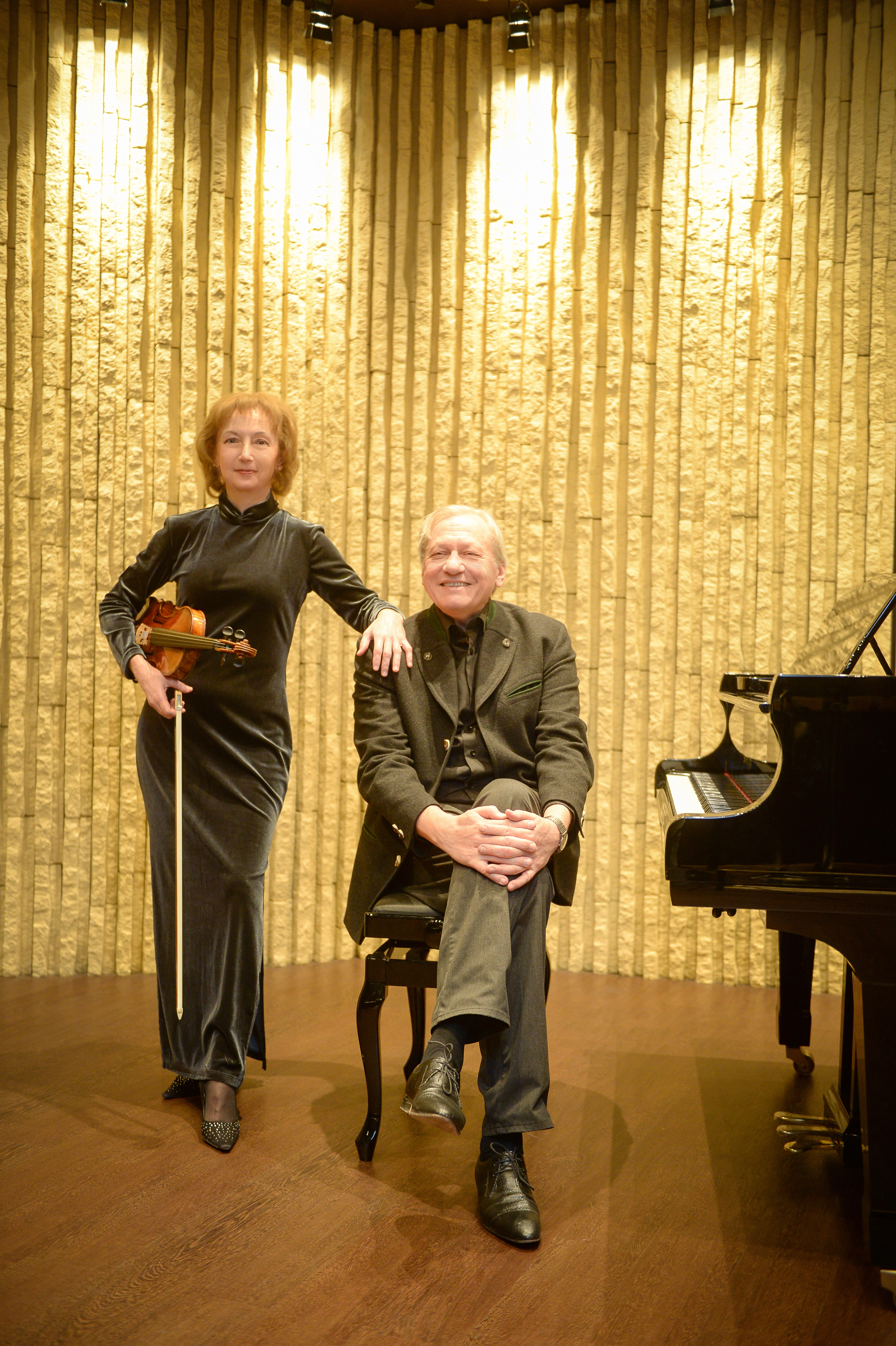
Elena Denisova und Alexei Kornienko (rechts) im Jahr 2023

Alexei Kornienko (russisch Алексей Корниенко; * 5. Mai 1954 in Moskau) ist ein österreichischer Dirigent, Pianist und Professor für Klavier und Kammermusik russischer Abstammung.

## Leben
Alexei Kornienkos musikalischer Weg begann mit fünf Jahren. Er studierte am Tschaikowsky-Konservatorium in Moskau, wo er unter anderem die Klavierklasse von Jakow Israilewitsch Sak besuchte. Weiterhin studierte Kornienko am Konservatorium in Charkow, wo er von Vakhtang Jordania zum Dirigenten ausgebildet wurde. 1983 war er Preisträger des Internationalen Rachmaninov-Wettbewerbs. 1990 übersiedelte er nach Österreich, wo er seither am Kärntner Landeskonservatorium in Klagenfurt als Professor für Klavier und Kammermusik tätig ist.
Alexei Kornienko ist Mitbegründer des Kammerorchesters Collegium Musicum Carinthia. Gemeinsam mit der Geigerin Elena Denisova gründete er weiterhin das Gustav-Mahler-Ensemble, welches unter anderem im Rahmen des alljährlichen Woerthersee Classics Festivals in Klagenfurt auftritt.
Parallel zu diesen Verpflichtungen tritt Kornienko bei Konzerten, Festivals und internationalen Tourneen auf, so beispielsweise beim Beethovenfest in Bonn. Dabei arbeitete er u. a. mit dem Londoner Royal Philharmonic Orchestra, der Moskauer Philharmonie und der George Enescu Philharmonie zusammen. Alexei Kornienko war von 2009 bis 2011 Chefdirigent des Sofia Philharmonic Orchestra. Seit 2012 ist er als Chefdirigent der Internationalen Donauphilharmonie tätig.

## Diskographie (Auszug)
- Schönberg-Adorno-Strawinsky: Liana Issakadze, Moscow Symphony Orchestra, Alexei Kornienko (TYXart)
- Mikhail Kollontay-Agnus Dei: Elena Denisova, Alexei Kornienko, Moscow Radio and TV Orchestra (Classical Records)
- Franz Hummel-Fukushima: Elena Denisova, Alexei Kornienko, Moscow Symphony Orchestra (TYXart)
- Natural Flow: Yavor Dimitrov, David L. Kaplan, Paul Walter Fürst und Monte K. Pishny-Floyd (ORF)
- Erwachen der Liebe: Boudewijn Buckinx, Philipp Schober (Assam Media Verlag)
- Joseph Haydn Violinsonaten: Elena Denisova, Alexei Kornienko (Gramola)
- Mozart Beethoven Klaviersonaten: Alexei Kornienko (Assam Media Verlag)
- Franz Hummel „An der schönen blauen Donau“ : Georgisches Kammerorchester, Alexei Kornienko, Liana Issakadze
- Alexander Maria Wagner, Symphonie No 1 "Kraftwerk" : Sofia Philharmonic Orchestra, Alexei Kornienko, Alexander Maria Wagner, Klavier (Oehms Classic)